# The Silent Rider (film 1927)
The Silent Rider è un film muto del 1927 diretto da Lynn Reynolds. La sceneggiatura di Joseph F. Poland si basa su The Red-Headed Husband, racconto di Katharine Newlin Burt apparso su Hearst's International-Cosmopolitan del gennaio 1916.

## Trama
Jerry Alton lavora come mandriano nel Bar Z Ranch. È un uomo tranquillo, ma la sua vita improvvisamente si elettrizza quando in cucina, come aiuto della signora Randall, viene assunta la bella Marian Faer. Tutti gli uomini del ranch rimangono colpiti da quella bella ragazza e, quando lei racconta che le piacciono gli uomini dai capelli rossi, molti cominciano a tingersi i capelli. Uno di questi è anche Jerry che, con l'aiuto di Sourdough Jackson, si compra un piccolo appezzamento di terreno per costruirvi una casupola che vorrebbe poi mostrare a Marian. Intanto, al ranch arriva Red Wender, un tipo con una capigliatura rosso fuoco che affascina talmente Marian che la ragazza finisce per sposarlo. Jerry e Sourdough trovano nei pressi dalla baracca un trovatello. I due lo adottano ma il bambino verrà qualche tempo dopo rivendicato da Red che dichiara di esserne il padre. L'uomo, in realtà un bandito che, nel frattempo, dopo avere depredato una miniera e rubato la paga dei minatori, sposta i sospetti su Jerry. Quando i due uomini si battono, Red nello scontro resta ucciso, lasciando così Marian vedova e libera di sposare Jerry.

## Produzione
Il film fu prodotto dall'Universal Pictures.

## Distribuzione
Il copyright del film, richiesto dalla Universal Pictures Corp., fu registrato il 22 dicembre 1927 con il numero LP23460.

Distribuito dalla Universal Pictures e presentato da Carl Laemmle, il film uscì nelle sale statunitensi il 2 gennaio 1927. L'European Motion Picture Company lo distribuì il 21 febbraio 1927 nel Regno Unito. Il film uscì anche in Francia (1 luglio 1927) con il titolo L'Homme aux cheveux rouges; in Portogallo (8 marzo 1929) come O Homem dos Cabelos Pretos; in Brasile come O Cavaleiro Silencioso; in Svezia, come Rödhåriga Jim.
Non si conoscono copie ancora esistenti della pellicola che viene considerata presumibilmente perduta.